# Monique Covet
Monique Covet, pseudonimo di Monika Visi (14 luglio 1976), è un'ex attrice pornografica ungherese.

## Biografia
La Covet ha inizialmente lavorato come modella fotografica, ma è stata successivamente introdotta nell'industria pornografica dopo che il suo agente l'aveva inserita come partecipante ad una sessione di casting della Private Media Group, in cui ha incontrato l'attore e registra pornografico francese Pierre Woodman.
Nel 1995 ha recitato nella sua prima scena di sesso con Frank Versace in Australia sul Sydney Harbour Bridge. Dal 1995 al 1998 ha lavorato per la compagnia tedesca Helen Duval. Dal 1998 al 2001 ha lavorato per la Private.

## Riconoscimenti
- 1998 Pirate Girl of the Year Award
- 2000 Venus Awards – Best Actress (Eastern Europe)[4]
- 2001 Venus Awards – BestActress Europien
- 2002 Venus Awards – Best Eastern European Erotic Actress (con Rita Faltoyano)[4]
- 2004 Jury Actress Award at the Berlin Erotic Film Festival 2004 Brussels Erotic Film Festival European X Awards – Lifetime Achievement Award[senza fonte]
- 2002 Sexhajon dij
- 2004 Sexiest porn Actress Moique Covet[5]
- 2005 lifetime Awards[6]
- 2006 lifetimes Awards[7]
- 2006 Hardest sex Award Monique Covet[8]

## Filmografia
- Assassinio sul Danubio (1995)
- Cronaca Nera 3: La Clinica della Vergogna (1995)
- Fazano's Student Bodies (1995)
- Gigolo 1 (1995)
- Mai Dire Mai a Rocco Siffredi (1995)
- Never Say Never to Rocco (1995)
- Open Games (1995)
- Prima 14: Hotel Europa (1995)
- Private Video Magazine 21 (1995)
- Private Video Magazine 24 (1995)
- Private Video Magazine 25 (1995)
- Private Video Magazine 26 (1995)
- Sodomania 10 (1995)
- Tower 1 (1995)
- Tower 2 (1995)
- Tower 3 (1995)
- Triple X 3 (1995)
- Triple X 4 (1995)
- World Sex Tour 3 (1995)
- Chateau Duval (1996)
- Diamonds (1996)
- Dirty Stories 4 (1996)
- Memories (II) (1996)
- Scandal (1996)
- Ben Dover's Hot Spice Girls (1997)
- Sexy Island (1997)
- Pirate Deluxe 1: Xtreme Desires (1998)
- Sinful Desires 1 (1998)
- Sinful Desires 2 (1998)
- Amanda's Diary 4 (1999)
- Amanda's Diary 5 (1999)
- My First Time 1 (1999)
- Pirate Deluxe 5: Tanya Hide's Twisted Dreams (1999)
- Pirate Deluxe 7: London Calling (1999)
- Private Castings X 20 (1999)
- Private XXX 1 (1999)
- Private XXX 4 (1999)
- Private XXX 7 (1999)
- Racconti di Troie ai Caraibi (1999)
- Blonds On Fire (2000)
- Erica (2000)
- Mafia's Revenge (2000)
- Pirate Deluxe 10: Hell, Whores And High Heels (2000)
- Pirate Deluxe 13: Rubberfuckers Rule (2000)
- Planet Max 3 (2000)
- Private XXX 12: Sex, Lust And Video-tapes (2000)
- Private XXX 8 (2000)
- Cumshot De Luxe 2 (2001)
- Pirate Deluxe 14: Splendor Of Hell (2001)
- Private Life of Bettina (2001)
- Private Life of Monique Covet (2001)
- Private Reality 2: Pure Pleasure (2001)
- Private XXX 13: Sexual Heat (2001)
- Private XXX 15: Total Desire (2001)
- Private Castings X 32 (2002)
- Private Life of Wanda Curtis (2002)
- When Helen Meets Monique (2002)
- Private Life of Dora Venter (2003)
- Private Life of Laura Angel (2003)
- Private Life of Michelle Wild (2003)
- Private Life of Rita Faltoyano (2003)
- Private Story Of Chrystal (2005)
- Big Boobs Power (2010)